# Louis Marie Stanislas Fréron
Pour les articles homonymes, voir Fréron.
Louis Marie Stanislas Fréron, né le 17 août 1754 à Paris et mort le 26 messidor an X (15 juillet 1802) aux Cayes, est un journaliste et conventionnel français.
Tour à tour montagnard, puis anti-jacobin réactionnaire, et finalement républicain modéré, il est notamment l'instigateur de la répression de Toulon de fin 1793.

## Biographie

### Jeunesse
Baptisé dans la paroisse de Saint Sulpice, Louis-Marie-Stanislas Fréron est le fils d'Élie Fréron, le propriétaire de L'Année littéraire qui a été la cible d'épigrammes de Voltaire, et le neveu de l'abbé Royou. Condisciple de Camille Desmoulins (avec lequel il fréquente le Palais-Royal) et de Maximilien Robespierre au collège Louis-le-Grand, il occupe, à la mort de son père, la direction de la feuille paternelle, dont il défend la mémoire, toujours attaquée. Pour faire face au déclin de cette feuille, il s’adjoint l’abbé Royou et Geoffroy, avant de se charger, à partir de 1779, de la rédaction, avec les seuls Salaün et Clément.
En 1781, le journal est suspendu, après que Salün a critiqué le comédien Desessarts. Malgré toutes ses démarches, le privilège de l’Année littéraire ne lui est pas rendu, mais accordé à sa belle-mère. Il est aussitôt débarqué sans ménagement et collaborera seulement à quelques numéros après un contrat avec cette dernière, avant de quitter définitivement le journal. Jeté de l’entreprise familiale, il survit grâce à une pension que lui verse son beau-frère. Il fréquente alors le financier Bertin, et s’adonne aux mêmes plaisirs que son protecteur.

### La Révolution

#### Le journaliste d'extrême-gauche
En 1789, il embrasse la cause de la Révolution. En 1790, il fonde L'Orateur du Peuple, organe de diffusion de nombreux articles de Jean-Paul Marat, et d'attaques injurieuses contre Marie-Antoinette. Il le fait imprimer par Anne Félicité Colombe. Le 4 juillet de la même année, il rejoint Desmoulins à la rédaction des Révolutions de France et de Brabant. Il fréquente parallèlement à son activité de journaliste le club des Jacobins. 
L'un des auteurs de la pétition du club des Cordeliers déposée au Champ-de-Mars, il est arrêté le 20 juillet, trois jours après le massacre des pétitionnaires par les hommes de La Fayette et de Bailly. Il avait en effet demandé l'exécution de Louis XVI et de Marie-Antoinette, « sultane voluptueuse qui devrait, comme Frédégonde, être trainée, dans les rues de Paris, à la queue d’un cheval entier ».
En avril 1792, il est élu président du Club des Cordeliers, puis tente avec Desmoulins de fonder un nouveau journal, La Tribune des Patriotes. Faute de fonds, cette nouvelle feuille disparait au bout de quatre numéros seulement.
Le 10 août 1792, Fréron participe à l’attaque du palais des Tuileries. Dans des articles vengeurs, il appelle la population à des exécutions sommaires de prisonniers, jouant ainsi un rôle dans les massacres de Septembre. Fin août il est envoyé à Metz afin d'informer la population sur les événements récents.

#### Député de Paris
En septembre 1792, Fréron est élu député du département de la Seine, le seizième sur vingt-quatre à la Convention nationale. 
Il siège sur les bancs de la Montagne. Lors du procès de Louis XVI, il vote la mort « dans les vingt-quatre heures », et rejette l'appel au peuple et le sursis à l'exécution. En avril et en mai 1793, il est absent lors du scrutin sur la mise en accusation de Jean-Paul Marat et lors du scrutin sur le rétablissement de la Commission des Douze. 
En effet, dès le 8 mars 1793, Fréron, aux côtés de Jean François Ricord (député du Var), est envoyé auprès de la section du Marais. Le lendemain, il est envoyé en mission, aux côtés de Paul Barras (député du Var), dans les départements des Hautes-Alpes et des Basses-Alpes afin d'y accélérer la levée en masse, décrétée en février.

#### Le premier proconsulat: Toulon et Marseille
En juin 1793, Fréron part en mission « pacificatrice » dans le Midi. C'est là qu'il acquiert le titre de « Missionnaire de la Terreur ».
Il réprime avec Barras les insurrections fédéralistes de Marseille et Toulon. À Marseille, Fréron et Barras substituent au Tribunal révolutionnaire de la ville, la Commission Brutus, qui, sur 219 prévenus en condamne 123 à la guillotine. Les biens des victimes sont confisqués tandis que quelques bâtiments publics sont rasés par les deux proconsuls. Fréron et Barras prennent un arrêté pour changer le nom de Marseille en « Ville-sans-Nom », mais le Comité de salut public ne suivra pas ses représentants dans cette décision. Ses relations avec le capitaine Napoléon Bonaparte sont très mauvaises. Celles avec les chefs jacobins locaux Giraud et Maillet sont difficiles. Il les envoie finalement devant le Tribunal révolutionnaire à Paris, mais celui-ci les acquitte.
Le 16 décembre 1793, les troupes françaises reprennent Toulon. Fréron se charge de la répression qui est terrible : on estime que 700 à 800 personnes sont fusillées sommairement. Il écrit :
« Nous avons requis douze mille maçons pour raser la ville. Tous les jours, depuis notre entrée, il y a deux cents Toulonnais de fusillés. Il y en a déjà huit cents de fusillés, la mortalité est parmi les amis de Louis XVII, et sans la crainte de faire périr d’innocentes victimes, telles que les patriotes détenus, tout était passé au fil de l’épée [...] »
La commission révolutionnaire condamne quant à elle 290 Toulonnais à l'échafaud.
Mais, devenus suspects aux yeux du Comité de salut public, Barras et Fréron sont remplacés en pluviôse an II par le robespierriste Maignet.

#### Thermidor
Ennemi de Robespierre, qui suivait avec dégoût ses agissements sanglants, Fréron est rappelé à Paris en mai 1794. Avec Barras, il est incapable de rendre les 800 000 livres que leur avait confiés la Convention, les ayant peut-être détournés à leur profit.
Choqué par l'exécution de son ami Desmoulins, Fréron se fait petit pendant trois mois, se sachant menacé par Robespierre. Avec Fouché, Tallien et Rovère, il fait sans nul doute partie des députés que Robespierre souhaitait voir éliminer:275.
Fréron complote donc contre l'Incorruptible et prend part au 9 thermidor. « Ah ! qu'un tyran est dur à abattre ! » déclare-t-il à la tribune, impatient de voir tomber la tête de son ennemi. Dès lors, il rejoint franchement le camp de la réaction.

#### Fréron et la Réaction thermidorienne

##### La Jeunesse dorée
Membre du bureau de la Convention le 3 août 1794, sous la présidence de Merlin de Douai, Fréron soutient le démantèlement du gouvernement révolutionnaire et inspire les attaques de Lecointre contre les membres des comités de l'an II.
Le 26 août, il produit un grand discours défendant la liberté illimitée de la presse:126.
Le 3 septembre, il est exclu du club des Jacobins avec Tallien et Lecointre, à la demande de Carrier. Quelques jours plus tard, le 11 septembre, il fait reparaître l'Orateur du Peuple qu'il transforme en organe de la propagande réactionnaire et où il fait preuve d'un antijacobinisme virulent.
Par ailleurs il organise avec Tallien des bandes de 2 000 à 3 000 jeunes muscadins ou « collets noirs » — suspects sortis de prisons, insoumis, journalistes, artistes, clercs, courtiers, petits commerçants — (vêtus d'un habit étriqué « couleur de crottin » au col de velours noir, les basques taillées en queue de morue et la culotte serrée sous le genou), dénommées « Jeunesse dorée de Fréron », qui rossent les « passants ayant mauvaise figure », en réalité les Jacobins, notamment le 19 septembre 1794 au Palais-Égalité. Fréron recrute les membres de cette jeunesse dans divers endroits de la capitale comme le Café de Chartres. Parmi ses lieutenants, on retrouve Garat, Pitou, Saint-Huruge, Jean Elleviou et Langlois. Son aura est telle en cet automne 1794 que le vocable « Fréronistes » désigne les thermidoriens réacteurs, dont il est le chef avec Tallien.

##### La guerre contre les Jacobins
L'Orateur du peuple devient le porte-voix des attaques contre les principaux jacobins. Fréron s'en prend à Barère, Billaud-Varenne, Collot d'Herbois, Vadier ou encore Carrier. Le journal devient très populaire et est bientôt rejoint par L'Ami des citoyens de Tallien et une multitude d'autres feuilles réactionnaires. Toutefois, il subit avec Barras l'attaque des députés montagnards marseillais qui les accusent de prévarication. Il réplique en dénonçant lui-même ses opposants Moyse Bayle, Granet et Escudier, les représentant comme de nouveaux Robespierre, et obtient quitus de la part de la Convention.
En novembre 1794 Fréron accentue encore sa campagne anti-Jacobins. Le 9 novembre, il organise le saccage du Club par sa jeunesse dorée, puis joue un grand rôle dans la fermeture de celui-ci. Il soutient ensuite la condamnation à mort de Carrier.
Toutefois, Fréron commence à prendre ses distances avec la droite au début de 1795. En janvier il est ainsi choqué par la destruction du buste de son ami Marat par les muscadins. Fréron condamne ce vandalisme mais la Convention, de plus en plus influencée par les royalistes, le déborde sur sa droite en ordonnant le retrait des cendres de Marat du Panthéon. Désormais les muscadins n'obéissent plus à leur inspirateur et se tournent très franchement vers le royalisme.

##### Germinal et prairial
L'insurrection du 12 germinal (1er avril 1795) permet toutefois à Fréron de reprendre sa campagne contre les derniers Montagnards. À la tête de la Garde nationale, il fait évacuer avec Barras la Convention envahie par des manifestants sans-culottes. Puis l'assemblée décrète la déportation de Billaud, Barère, Collot et Vadier. Fréron participe ensuite à la mise en accusation des députés compromis avec les insurgés, notamment Léonard Bourdon, Duhem et surtout Moyse Bayle. Cette insurrection ratée lui permet donc de se débarrasser de quelques-uns de ses ennemis:153.
Si le sang n'avait pas coulé le 12 germinal, l'insurrection du 1er prairial (20 mai) est beaucoup plus violente. Les manifestants, réclamant du pain et la Constitution de 1793, envahissent la Convention et assassinent le député Féraud, peut-être confondu avec Fréron:154. La répression organisée par la Convention est très sévère. Le 4 prairial (23 mai), Fréron est envoyé avec le général Menou négocier la reddition du faubourg Saint-Antoine, mission qu'il remplit avec succès. À la tribune, il demande et obtient la condamnation à mort des meurtriers de Féraud.

##### Perte d'influence
L'été 1795 est marqué par la montée en puissance de la droite royaliste à la Convention. Fréron, qui a abandonné la direction de son journal à Jean Joseph Dussault, travaille désormais à l'installation d'une république modérée symbolisée par la Constitution de l'an III. Toutefois son influence politique commence à sérieusement décliner. À cause de ses revirements successifs, Fréron s'est aliéné tous les partis. Les jacobins le haïssent tel un renégat tandis que les réactionnaires ne voient plus en lui que le représentant en mission de l'an II. Voici ce que disait de lui Isnard :
« Il sue le crime, il est couvert de la lèpre du crime. Il se faisait un jeu du crime, du parjure, du scandale : tout lui était bon, pourvu que ce ne fût pas la vertu. »
Aux élections d'octobre 1795, il ne se trouve aucun département pour élire Fréron aux nouveaux Conseils. Toutefois l'amitié de Barras, élu directeur, lui permet de ne pas sombrer dans l'anonymat.

#### Le second proconsulat à Marseille et liaison avec Pauline Bonaparte
Grâce à l'influence de Barras, Fréron est envoyé en mission dans le Midi de la France en octobre 1795, en compagnie d'Alexandre Méchin. Son objectif est d'arrêter les massacreurs royalistes (107 militants révolutionnaires massacrés par les Compagnies du Soleil à la prison du fort Saint-Jean, à Marseille, le 5 juin, 30 à Aix-en-Provence le 11 mai, etc.). Une fois arrivé il destitue le 6 novembre la municipalité de Marseille et épure les autorités départementales réactionnaires. Fréron favorise au cours de ce proconsulat la réapparition des mouvements jacobins locaux qu'il conchiait six mois auparavant.
Finalement, il est rappelé le 27 janvier 1796 par le Directoire qui, à présent, le soupçonne de jacobinisme.
Durant cette période, il entretient une liaison passionnée avec Pauline Bonaparte, la jeune sœur de Napoléon, alors âgée de 13 ans. Il envisage de l'épouser mais, Napoléon ayant appris que Fréron avait précédemment promis le mariage à une autre femme, fait mettre un terme à la relation. La nombreuse correspondance entre les deux amants sera plus tard publiée dans la  Revue rétrospective (la) en 1834.

### Fin de vie politique
À nouveau soupçonné d'avoir détourné l'argent qui lui avait été confié, Fréron suscite, à son retour à Paris, un mépris quasi-général tandis qu'il est au contraire apprécié des Jacobins marseillais. Dans une brochure justificative intitulée Mémoire historique sur la Réaction et les Massacres dans le Midi, il s'en prend aux précédents proconsuls à Marseille, notamment le régicide Maximin Isnard, accusé d'avoir laissé perpétrer les massacres du fort Saint-Jean. Une vive polémique éclate alors entre les deux hommes.
Peu après, il se fait élire député de la Guyane, mais son élection est invalidée. Le Directoire le nomme un temps consul à Cagliari, avant de le muter à la Régie de l'octroi municipal de Paris, le 13 fructidor an VII (30 août 1799).

### Mort
Napoléon Bonaparte devenu Premier consul après le coup d'État du 18 brumaire confie à Fréron, ruiné et couvert de dettes, un poste d'administrateur des hospices, dont il est bientôt révoqué. Pour se débarrasser de lui, Bonaparte le nomme sous-préfet à Saint-Domingue en proie à la guerre d’indépendance menée par Toussaint Louverture. Il se joint ainsi à l'expédition chargée de rétablir l'autorité de la métropole, commandée par le général Leclerc, qui est accompagné de son épouse Pauline Bonaparte, ancienne amante de Fréron. Lui-même ayant demandé la permission d’emmener avec lui sa femme et ses deux enfants, ceci lui est refusé, les règlements ne permettant pas d’embarquer des femmes sur les navires de guerre. Il s’embarqua à Brest sur le navire le Zélé, le 14 frimaire an X (5 décembre 1801), après avoir abandonné au profit de sa famille 6 000 francs sur les 18 000, montant de ses appointements. Ayant contracté la fièvre jaune, deux mois après son arrivée à son poste, il est enterré avec les honneurs dus à son rang.